# یانگ جیانلی
یانگ جیانلی (انگلیسی: Yang Jianli؛ زادهٔ ۱۵ اوت ۱۹۶۳) یک مخالف چینی مقیم ایالات متحده است. یانگ فرزند یکی از رهبران حزب کمونیست است. او در ۲۰۰۲ در چین به زندان رفت و در ۲۰۰۷ آزاد گردید. یانگ اکنون به عنوان یک فعال حقوق بشر در ایالات متحده آمریکا زندگی می‌کند.

## فعالیت حرفه‌ای
یانگ در ۱۹۸۹ یکی از فعالان میدان تیان‌آنمن بود، او به ایالات متحده مهاجرت کرد و دو مدرک دکترا (دکترای اقتصاد سیاسی از دانشگاه هاروارد و دکترای ریاضیات از دانشگاه کالیفرنیا، برکلی) اخذ نمود. وی سپس بنیاد چین را در قرن بیست و یکم تأسیس کرد. با توجه به فعالیت سیاسی یانگ، وی توسط دولت جمهوری خلق چین در لیست سیاه قرار گرفت و از تمدید شدن پاسپورت وی خودداری شد.

## بازداشت
یانگ در آوریل ۲۰۰۲ با پاسپورت یکی از دوستانش برای مشاهده ناآرامی‌های کارگری در شمال شرقی چین به چین بازگشت. او هنگامی که قصد داشت برای پرواز داخلی سوار هواپیما شود بازداشت شد، چین با نقض قوانین بین‌المللی و قوانین خود، ارتباط او را قطع نگه داشت. همسر و فرزندان و همچنین خانواده بزرگ او از دسترسی به او محروم شدند، این درحالی بود که نگران سلامتی و امنیت او در زندان بودند. گروه مدافع آزادی پرونده او را دنبال کرد.
در ۲۸ مه ۲۰۰۳، گروه کاری سازمان ملل در مورد بازداشت خودسرانه حکم داد که یانگ جیانلی برخلاف قوانین بین‌المللی توسط دولت چین بازداشت شده است. در ۲۵ ژوئن همان سال، مجلس نمایندگان ایالات متحده قطعنامه ۱۹۹–۱۰۸ کنگره را با ۴۱۲–۰ تصویب کرد و سنای ایالات متحده مصوبه ۱۸۴–۱۰۸ کنگره را ارائه کرد.
در ۴ اوت ۲۰۰۳، ایالات متحده از چین خواست تا یانگ را آزاد کند. فیلیپ ریکر، معاون سخنگوی وزارت امور خارجه ایالات متحده گفت: «ما بارها این پرونده را با مقامات ارشد چینی مطرح کرده‌ایم و خواستاریم تا دکتر یانگ آزاد شود و به میان خانواده‌اش در ایالات متحده بازگردد.»

## درخواست قانونگذاران و دانشگاهیان
در ۸ دسامبر ۲۰۰۳، نامه ای از دانشکده حقوق دانشگاه هاروارد با ۲۹ امضاء هیئت علمی از طریق سفارت چین به وسیله فداکس به ون جیابائو ارسال شد. دو روز بعد، نامه دیگری از دانشکده دولتی و دانشکده پزشکی جان اف کندی دانشگاه هاروارد با ۷۸ امضاء هیئت علمی از طریق سفارت چین به وسیله فداکس به ون جیابائو ارسال گردید.
در ۲۶ آوریل ۲۰۰۴، اعضای کنگره آمریکا کنفرانس مطبوعاتی را برای بزرگداشت دومین سالگرد بازداشت یانگ برگزار کردند. ۶۷ قانونگذار در نامه ای به هو در دومین سال بازداشت یانگ جیانلی این هشدار را صادر کردند. کریستوفر کاکس، قانونگذار حزب جمهوری‌خواه، به نقل از دیک چنی معاون رئیس‌جمهور گفت، که سفارت ایالات متحده در پکن مستقیماً با دولت چین در مورد پرونده یانگ صحبت کرده است.
در ۱۳ می ۲۰۰۴، جمهوری خلق چین حکم مجرمیت یانگ را اعلام کرد و وی را به جرم جاسوسی و ورود غیرقانونی به پنج سال زندان محکوم کرد.
در همان سال در ۶ اکتبر، ۲۱ سناتور و ۸۵ تن از نمایندگان مجلس ایالات متحده طوماری به هو جینتائو برای اعطای آزادی مشروط یانگ نوشتند. در ۱۵ ژوئن ۲۰۰۵، یک گروه دو حزبی متشکل از ۴۰ سناتور ایالات متحده (از جمله جان کیل، باربارا میکولسکی، هیلاری کلینتون، جان مک کین، تد کندی، و باب دول) نامه‌ای به رئیس‌جمهور چین، هو جینتائو ارسال کردند و خواستار آزادی یانگ شدند.
در ۱۰ آوریل ۲۰۰۶، ۱۱۹ قانونگذار آمریکایی از بوش خواستند که پرونده یانگ جیانلی را مطرح کند. در ۳ سپتامبر همان سال، یانگ جیانلی به گونه‌ای مشروط آزاد شد که باید فوراً از چین خارج شود. اما او اصرار داشت که به زادگاهش بازگردد تا ابتدا قبر پدرش را جارو کند. در نتیجه او را از فرودگاه به زندان بازگرداندند.

## بازگشت به آمریکا

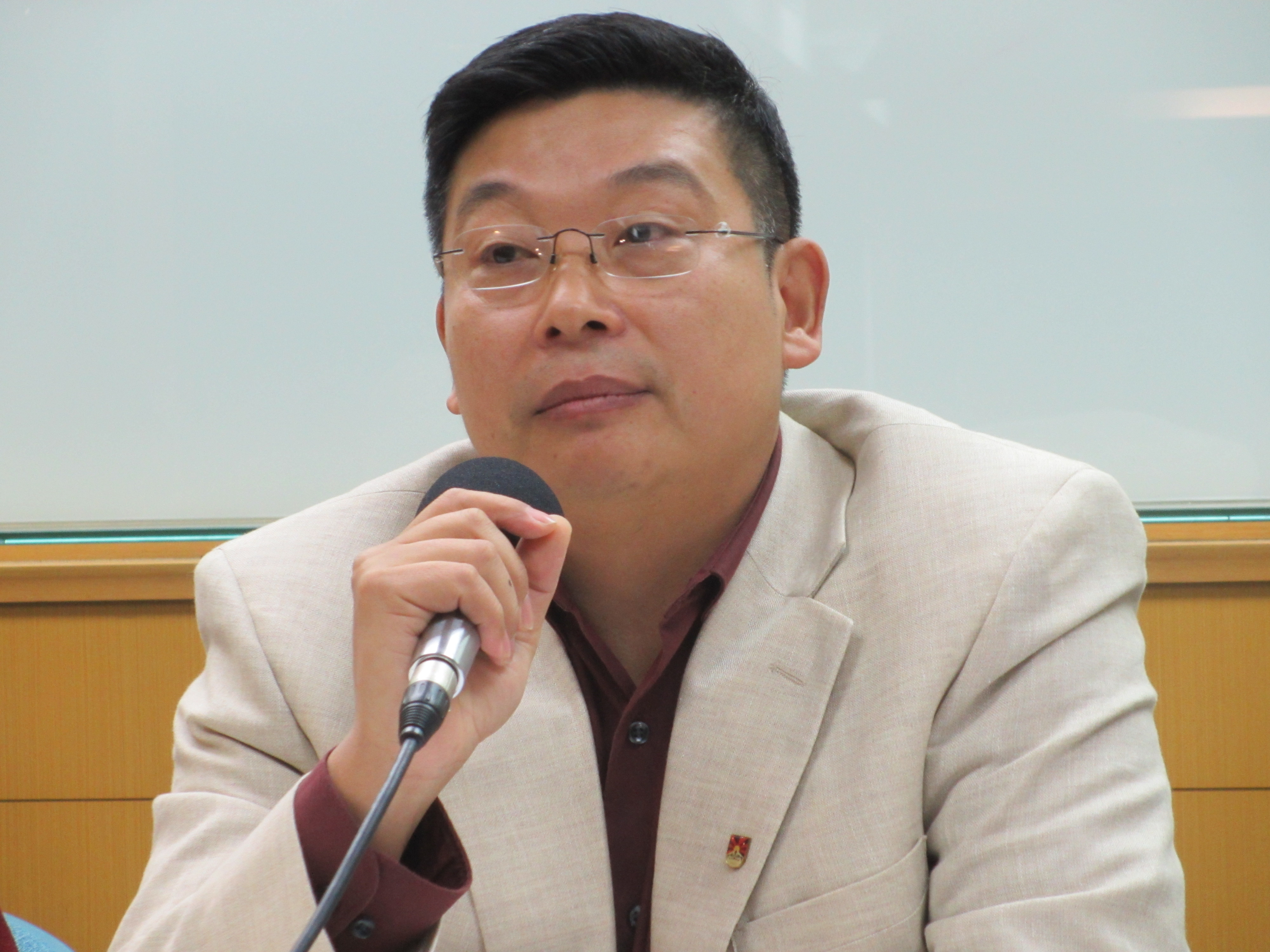
یانگ جیانلی در نوامبر ۲۰۱۳

در ۲۷ آوریل ۲۰۰۷، یانگ از زندان چین آزاد شد، اما اجازه خروج از چین را نداشت. بعداً، در ۱۹ اوت، سرانجام اجازه یافت به ایالات متحده بازگردد.
مقاله اخیر یانگ در واشینگتن پست، اندکی پس از بازگشت به ایالات متحده، با یادآوری تجربه او از تظاهرات ۴ ژوئن، میدان تیان‌آنمن در سال ۱۹۸۹ برای آزادی بیان و دموکراسی، مشاهدات واضح او از اعتراضات ضد دولتی علیه برمه در ۲۰۰۷ را منعکس می‌کند. به عنوان انقلاب زعفرانی، از جمله «رابطه انگلی چین با برمه» و اراده واقعی روشنفکران آزادیخواه در سراسر جهان که ظلم‌های وحشیانه فعلی در برمه را محکوم می‌کنند.
یانگ چندین بار در اجلاس ژنو برای حقوق بشر و دموکراسی به عنوان سخنران میهمان شرکت کرد، او بنیانگذار سازمان غیرانتفاعی ابتکارات برای چین است که مستقر در ایالات متحده می‌باشد و برای انتقال مسالمت‌آمیز به دموکراسی در چین فعالیت می‌کند. او همچنین بنیاد چین را در قرن بیست و یکم تأسیس نمود.
در طول ۲۰۱۶، او کنفرانس بین ادیان اقلیت‌های قومی و مذهبی چین را در دارمشالای هند، که محل اقامت دالایی لاما و مقر اداره مرکزی تبت (دولت تبت در تبعید) است، ترتیب داده است. این کنفرانس نمایندگانی از اویغورها، مغول‌ها، مسیحیان، فالون دافا و مردم تایوان، هنگ کنگ و ماکائو را گرد هم آورده است.
در ژوئن ۲۰۱۶، یانگ رویدادی را در واشینگتن، دی.سی. برای بزرگداشت بیست و هفتمین سالگرد سرکوب میدان تیان‌آن‌من در چین ترتیب داد. سیستم‌های فنی آن هک شد، به طوری که برخی از شرکت‌کنندگان در کشورهای دیگر نمی‌توانستند به‌طور کامل ارتباط برقرار کنند.
در مارس ۲۰۱۸، یانگ از سوی گروه مدافع سازمان دیده‌بان سازمان ملل در شورای حقوق بشر سازمان ملل دعوت شد تا سخنرانی کند، اما دیپلمات چینی چن چنگ بارها در تلاشی ناموفق برای توقف سخنرانی، صحبت وی را قطع کرد. در آنجا، حق حزب کمونیست چین برای نمایندگی چین در سازمان ملل متحد و همچنین نقض حقوق بشر در این کشور مورد تردید قرار گرفت.
در سال ۲۰۲۰، یانگ برای شهروندی ایالات متحده درخواست داد اما به دلیل عضویت سابقش در حزب کمونیست چین رد شد. در پاسخ، یانگ از دولت فدرال شکایت کرد، دولت فدرال موافقت کرد که وی واجد شرایط درخواست مجدد برای شهروندی در چهار سال آینده شود.